# Dainiya
Dainiya – gaun wikas samiti we wschodniej części Nepalu w strefie Kośi w dystrykcie Morang. Według nepalskiego spisu powszechnego z 2001 roku liczył on 2364 gospodarstw domowych i 12087 mieszkańców (5864 kobiet i 6223 mężczyzn).